# Mythos (игра)
Mythos — многопользовательская ролевая онлайн-игра в жанре Action/RPG, изначально разрабатывавшаяся студией Flagship Studios Seattle (одна из внутренних студий Flagship Studios, компании состоявшей из бывших работников Blizzard North и ранее работавших над серией Diablo). В связи с финансовыми проблемами в материнской компании, студия Flagship Seattle была расформирована, передав права на свою интеллектуальную собственность Южно-Корейской игровой компании HanbitSoft. Компания HanbitSoft продолжает разработку Mythos своими собственными силами и при помощи своих партнёров. Релиз запланирован в Южной Корее, Северной Америке, Европе и России.
Стилистически Mythos схожа с Diablo — использует практически идентичный интерфейс и перспективу обзора, обширную карту, уникальные подземелья, систему случайных предметов и фэнтезийный сеттинг, однако, у игроков есть возможность поменять настройки камеры, выбрав вид от третьего лица.
В 2011 году игра должна быть выпущена в России компанией Belver. В 2011 году сервера игры в Европе были закрыты. 9 августа 2012 года был закрыт российский игровой сервер Mythos. 9 августа 2012 на форуме игры появилось сообщение от администрации : «Дорогие игроки Mythos. Мы вынуждены оповестить вас о временном прекращении доступа к игре Mythos. Данное решение связано с проведением необходимых доработок в игровом процессе и его общем улучшении. На данный момент сроки открытия не определены и об этом будет сообщено всем Вам по почте позднее когда все будет готово. Прекращение доступа к серверам произойдёт сегодня в течение дня 09.08.2012». Ещё около года работал форум, где активно обсуждалось будущее игры. Через какое-то время стало понятно, что игру забросили, так как не было никаких новостей от администрации, а форум завалило спамом. После форум и официальный сайт закрыли, не сообщив ничего о текущем состоянии игры. Ещё какое-то время на обновлённом сайте Belver висел баннер Mythos, но вскоре исчез и он.
На данный момент о судьбе Mythos ничего неизвестно.

## История мира
Действие игры разворачивается в фэнтезийном мире Ульд. Уже долгое время там идут ожесточенные бои между богами и многочисленными расами, населяющими планету. Ульд пребывает в упадке. Анархия и раздор могут в любой момент уничтожить этот мир и всех, кто в нём обитает. Однако даже в такой отчаянной ситуации остаётся надежда и желание выжить, окрепнуть, достичь власти и влияния.
Сейчас Тёмные Века уже позади, постепенно истерзанный войнами Ульд восстанавливается, но отголоски недавних разрушений все ещё слышны. Некоторые Боги частично сохранили свою власть над смертными и намерены упрочить её любой ценой.
Миру нужны герои, которые терпеливо восстановят то, что было разрушено во время бесконечных сражений и помогут жителям планеты отстоять их свободу, на которую покушаются Темные Боги.

## Геймплей
На выбор игрока в Mythos представлены четыре игровые расы — люди, сатиры, гремлины и циклопы. Каждая из рас обладает своими способностями и талантами, а в сочетании с игровыми классами у пользователей появляется возможность создать самобытного персонажа. Максимальный уровень в игре — 60.
Mythos распространяется по модели free-to-play.

## Расы

### Циклопы
Циклопы обладают могучими телами и массивными рогами. Взгляд их единственного огромного глаза вселяет дикий страх в сердца врагов. В прошлом циклопы постоянно грабили и воевали с другими расами и лишь недавно начали использовать свою неумолимую силу для борьбы за справедливость.

### Люди
Там, где у других рас возникают трудности, люди быстро учатся и могут приспособиться к любым обстоятельствам. Эти искатели приключений очень дисциплинированные, сильные и крепкие. Секрет их здоровья — сила воли и самоотверженность в укреплении как тела, так и духа. Люди умны, очень трудолюбивы и верны, а их постоянно растущие амбиции не знают границ.

### Сатиры
Сатиры считаются старейшей расой мира Ульд. Это таинственные создания, настроенные на общение с Природой. Они превосходно владеют древними знаниями, заклятиями и поддерживают тесную связь с духами предков. Нижнюю часть тела сатиры позаимствовали у козла, а на лбу у них растут рога. Словом и делом они доказывают, что являются хранителями тайн Природы.

### Гремлины
Гремлины — сообразительная раса с выдающимися техническими навыками. Многие из них — потрясающие мастера, гениальные механики. Самостоятельные и невероятно активные, они не могут долго сидеть, сложа руки, и ищут удовольствия во всем, чем занимаются. У гремлинов крупные головы и необычные стандарты красоты — большие глаза и уши.

## Классы

### Рыцарь крови
Рыцари Крови прирождённые воители. Их удивительная физическая сила и развитые боевые инстинкты вызывают зависть и страх. Они прекрасно обращаются с оружием и с легкостью осваивают магические способности. Их магия — магия крови, которой подчиняются смертельно опасные демоны.
Остановив свой выбор на Рыцаре Крови, можно стать: Мастером Клинка, Магом Крови и Демонологом.

### Пиромант
Дар Пиромантов — умение управлять первозданным огнём. Их необычные способности позволяют устанавливать прочную защиту из языков пламени и призывать на помощь огненных слуг. При желании, Пиромант может зачаровать своё оружие так, чтобы оно наносило непоправимый огненный урон неприятелям в ближнем бою, или закидать толпу врагов огненными метеорами, оставив от них лишь горстку пепла.
Остановив свой выбор на Пироманте, можно овладеть искусством: Наложения чар, Магии Огня и Магии Призыва.

### Инженер
Инженеры — гениальные механики мира Ульд, существа, которым не найти равных в обращении с любыми механизмами и приспособлениями. Они всегда заняты изобретением чего-то нового. У Инженеров поистине золотые руки, которые одинаково легко управляются с любым видом оружия, создают и применяют в бою уникальные устройства и мощные гранаты.
Остановив свой выбор на Инженере, можно изучить следующие направления: Стрельба, Взрывотехника и Механика.

## Крафт
Система ремесел (производства различных ресурсов и вещей) основана на ингредиентах, которые можно найти или купить. Подавляющее большинство их добывается из найденной экипировки, ценной и не очень: после нажатия на кнопку «Разобрать» с изображением молотка, расположенную справа внизу в инвентаре, курсор мыши соответствующим образом изменится, теперь, выделив любой из предметов в инвентаре (кроме квестовых), получается один или несколько материалов для осуществления производства.
Виды ремёсел: мечи и топоры, нагрудники и шлемы, посохи и копья, щиты и ружья, алхимия и гранаты, пояса и гербы, кольца и жезлы и т. д. Кроме того существует возможность дополнительно усовершенствовать создаваемую вещь: добавить любой из доступных видов сопротивляемости/урона или случайное улучшение.
Гербы может создавать только тот, кто выберет одно из соответствующих направлений — доспешные гербы, оружейные гербы или гербы для украшений. Гербы временно усиливают соответствующие предметы во много раз.

## PvP
Для участия в боях на PvP Аренах необходимо зарегистрировать свою команду. Победители получают PvP достижения, специальные баллы Арены. Обладатели баллов которых могут купить у Снабженца Арены Ветеранов на Небесном Острове высококачественную броню, бижутерию и оружие.
Кто добьется определённых успехов на Арене, смогут стать владельцами впервые появившихся в игре питомцев — Светлячков. Будучи призванными, они дают владельцу различные бонусы.

## Подземелья
Подземелий в игре множество: населённые и перенаселённые; маленькие, большие и просто огромные; согретые жаром пламени и насквозь пропитавшиеся водой. Переход в обыкновенные подземелья осуществляется через специальную карту, доступ к которой есть почти на каждой локации, а вернуться в то место, в котором уже были, Вам поможет специальный неигровой персонаж, либо определённый предмет.
Кроме полчищ разнообразных монстров, на каждом этаже подземелья можно столкнуться с мини-боссами, а на последнем уровне, как правило, скрывается самый крупный и злобный монстр — Предводитель, который вместе с компанией других ужастиков помельче охраняет сундук с сокровищами.
Есть эпические пещеры, рассчитанные на прохождение группой из 5 человек: сложность их соответственно увеличена, но и награда будет весомой. Не всегда можно легко и быстро найти вход в пещеры, полные сокровищ. Например, для того, чтобы попасть в Рунные подземелья, придется потратить деньги, выкупая у торговцев специальные рунные камни. Только получив их, можно пройти в отмеченное на камне подземелье через сверкающие Рунные Врата.

### Режим «Повелитель подземелий»
Любое подземелье можно пройти в режиме «Повелитель подземелья». При прохождении включается таймер, отсчитывающий время. Как только погибает 90 % всех монстров, игра выдает результат. Если он оказывается лучшим за неделю, игрок получает подарок. Каждую неделю все подземелья обнуляются, открывая дорогу новым повелителям.

## PvE Режим «Защита кристалла»
Для тех, кто доберется до 55-го уровня, появится возможность испробовать новый PvE режим игры — Защиту Кристалла. NPC Кайта из новой локации Земля Мёртвых с удовольствием отправит целую группу игроков на Заброшенную Арену. В этом режиме игрокам предстоит отбивать атаки дискордийцев, тем самым защищая Кристалл. Одному туда лучше не ходить — толпы наползающих монстров разломают кристалл, а потом за милую душу съедят и вас. Мобы приходят волнами, в несколько этапов. Чем дальше — тем сложнее.
По результатам игры формируется внутриигровой рейтинг лучших игроков, а особо отличившиеся получат уникальные достижения сроком на неделю, при активации дающие определённые защитные бонусы.